# ذرية كثيب لفرانك هربرت
ذرية كثيب لفرانك هربرت (بالإنجليزية: Frank Herbert's Children of Dune)‏ هو مسلسل تلفزيوني قصير من ثلاثة حلقات من الخيال العلمي كتبه جون هاريسون وأخرجه غريغ يايتانيس، استنادًا إلى روايات فرانك هربرت مسيح كثيب (1969) وذرية كثيب (1976). تم بث ذرية كثيب لأول مرة في الولايات المتحدة في 16 مارس 2003، وهو تكملة للمسلسل القصير كثيب لفرانك هربرت (المستند إلى رواية هربرت كثيب عام 1965)، وتم إنتاجه بواسطة قناة ساي فاي. ذرية كثيب وسابقتها من بين البرامج الأعلى تصنيفًا على الإطلاق التي تم بثها على قناة ساي في. في عام 2003، فاز ذرية كثيب بجائزة إيمي برايم تايم لأفضل مؤثرات بصرية خاصة، وتم ترشيحه لثلاث جوائز إيمي إضافية.

## وصلات خارجية
- ذرية كثيب لفرانك هربرت على موقع IMDb (الإنجليزية)
- ذرية كثيب لفرانك هربرت على موقع ميتاكريتيك (الإنجليزية)
- ذرية كثيب لفرانك هربرت على موقع روتن توميتوز (الإنجليزية)
- ذرية كثيب لفرانك هربرت على موقع أول موفي (الإنجليزية)
- ذرية كثيب لفرانك هربرت على موقع فيلمافينيتي (الإسبانية)
- ذرية كثيب لفرانك هربرت على موقع ليتربوكسد (الإنجليزية)
- ذرية كثيب لفرانك هربرت على موقع كينوبويسك (الروسية)
- ذرية كثيب لفرانك هربرت على موقع ألو سيني (الفرنسية)
- ذرية كثيب لفرانك هربرت على موقع قاعدة بيانات الفيلم (الإنجليزية)